# Kaitenzushi
Kaitenzushi (回転寿司?) (también llamado sushi-go-round (くるくる寿司 kuru kuru sushi?), principalmente por extranjeros que viven en Japón), es la versión del sushi en comida rápida. En Australia, también es conocido como tren de sushi.
El kaitenzushi es un restaurante de sushi donde los platos se colocan sobre un transportador de banda que atraviesa por el restaurante y pasa por cada mesa y sillas de los comensales. Los comensales pueden pedir alguna orden especial, pero pueden simplemente tomar el platillo de su elección de un flujo constante de sushi fresco que se mueve a través de un transportador de banda. La cuenta final se calcula en base en el número y tipo de platillos que se hayan consumido. Además de la banda transportadora, algunos restaurantes usan una presentación más elegante que es la de utilizar pequeños botes de madera viajando a través de pequeños canales o trenes en miniatura.

## Visitando un Kaitenzushi

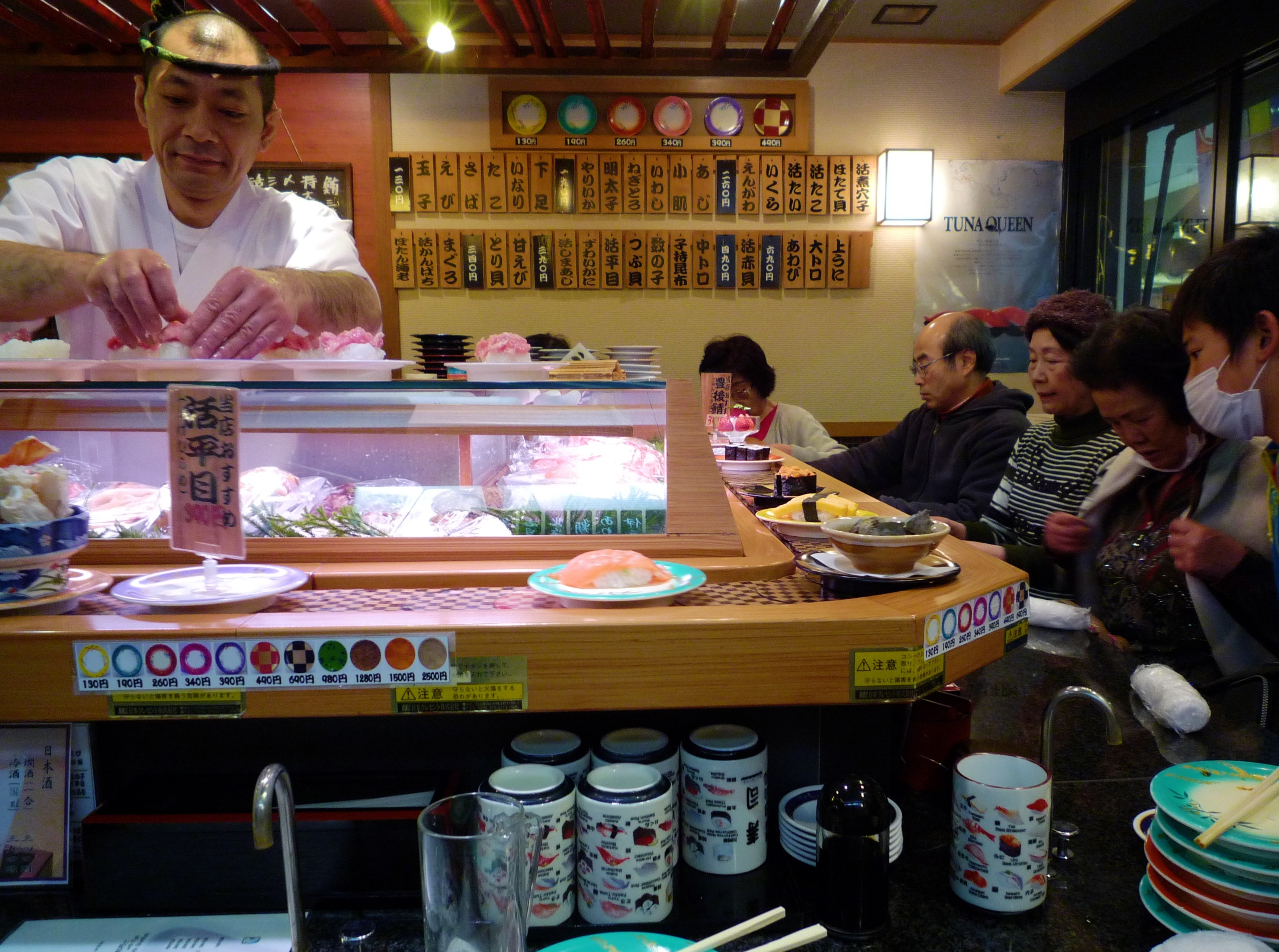
Un restaurante de kaitenzushi.

La característica más importante de una banda transportadora para sushi es el flujo de los platillos a través del restaurante. La selección de platillos usualmente no está limitado a puro sushi, sino que también incluye bebidas, frutas, postres, sopas, y otros alimentos. También se puede ordenar cerveza, la cual a menudo es servida en un plato vacío para darle seguimiento en la cuenta. Generalmente a los restaurantes con bandas transportadoras para sushi se les considera como más bajos en precio pero también en calidad a comparación de un restaurante tradicional de sushi, no obstante tienen un apego popular.

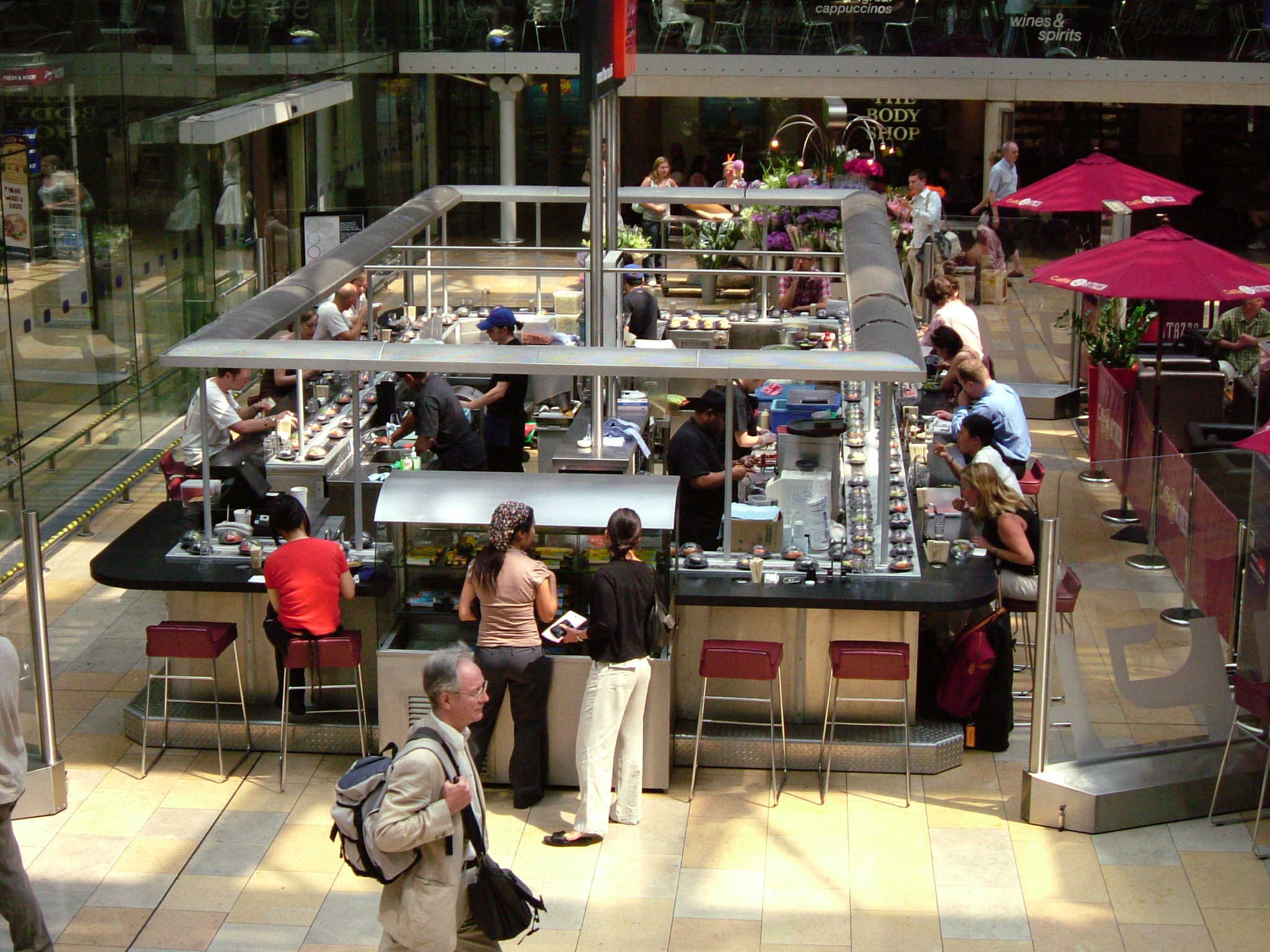
Un restaurante con banda transportadora de sushi (Yo! Sushi), en Londres, Estación de ferrocarril en Paddington.

Restaurantes de sushi tradicionales sirven una mejor calidad en los platillos puesto que el sushi se come más rápido y no se seca mientras rota por la banda por un largo tiempo. Algunos restaurantes cuentan con etiquetas para RFID (Identificador por Radiofrecuencia) u otros sistemas para poder remover el sushi que ha estado rotando por demasiado tiempo. Algunos restaurantes de bajo costo pueden imitar platillos caros utilizando ingredientes más económicos. Sin embargo, algunas cadenas de restaurantes más grandes pueden mantener costos más bajos por los alimentos haciendo compras en grandes cantidades.

### Pedidos especiales
Si algún cliente no puede encontrar el sushi que desea, pueden solicitar un pedido especial. En algunas ocasiones se puede tener a la mano algún medio de intercomunicación para este propósito debajo de la banda transportadora. Si se pide una pequeña cantidad de sushi, se coloca también sobre la banda transportadora pero identificada de forma que los comensales sepan que ese es un pedido especial. Para pedidos más grandes, el sushi puede ser llevado por algún empleado del local.
Los condimentos necesarios así como las herramientas usualmente suelen encontrarse cerca de los asientos, como por ejemplo el gari (jengibre curtido), los palillos, salsa de soya, y pequeños platos para la soya. El wasabi también puede encontrarse cerca del asiento o en pequeños platos sobre la banda transportadora. Té servido por los mismos comensales o agua fría son generalmente complementarios, con vasos apilados en un estante debajo de la banda transportadora. En las mesas también suelen encontrarse jarras con agua caliente para hacer el té. En los estantes generalmente también suelen encontrarse toallas de papel húmedas y bolsas de plástico para los comensales que quieran llevar sus alimentos a casa.

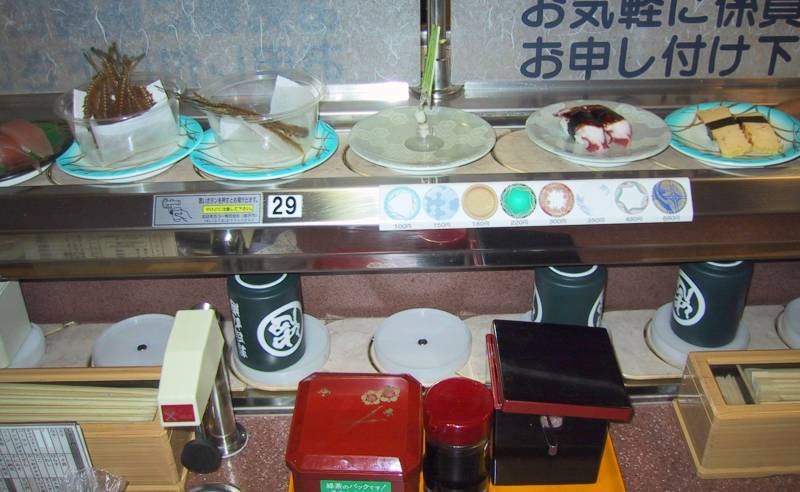
Vista del cliente en un restaurante con transportador de banda para sushi.

### La cuenta
La cuenta es calculada contando el número y tipo de platos del sushi consumido. Los platos tienen colores, diseños o formas diferentes de acuerdo al precio, generalmente entre 100 a 500 yenes. El costo de cada platillo se muestra en pizarras o carteles en el restaurante. En la mayoría de los casos los platillos baratos vienen en platos sobrios, y el nivel de decoración del plato está relacionado con el precio. Los platillos más caros suelen estar en platos de color dorado o también en 2 platos, donde el precio es la suma del precio de los platillos individuales. Algunos grandes restaurantes de kaiten zushi como Kappa Sushi u Otaru Zushi mantienen un precio de 100 yen a cada platillo, un fenómeno similar al de las tiendas de un solo precio. Por último, pueden existir restaurantes de “todo lo que pueda comer” a un precio establecido. Un botón debajo del transportador de banda puede ser utilizado para llamar a los miembros del personal del restaurante para contar los platos. Algunos restaurantes tienen una máquina para contar los platos donde el cliente deposita los platos para que sean contados automáticamente.

### Enfoque de mercado
Los restaurantes de kaitenzushi son frecuentados habitualmente consumidores responsables y por aquellos que no tienen tiempo de hacer “sobre mesa”. Son también populares entre extranjeros y familias con niños puesto que no se requiere un conocimiento especial del idioma japonés para leer algún menú o para ordenar. Más aún, no se corre el riesgo de dejar demasiada comida sin ingerir para los que comen poco o de quedarse con apetito para los grandes comedores debido al interminable flujo de pequeñas porciones que se tiene disponible.
En los restaurantes de comida tradicional japonesa se emplea un lenguaje especial, como el uso de palabras como “murasaki” (que significa “morado” para referirse a la salsa de soya en lugar de la palabra habitual shōyu. A los chefs de sushi se les ha dicho que traten mejor a los clientes si conocen la jerga correcta. Una razón por la que el kaiten zushi se ha vuelto tan popular es porque no hay necesidad de aprender palabras especiales y costumbres en los restaurantes de comida tradicional japonesa.
Nota de etiqueta: se considera de mal gusto poner el plato de sushi de vuelta en el transportador de banda, aún si se cambia inmediatamente de opinión después de haberlo recién tomado.

## Historia
El kaitenzushi fue inventado por Yoshiaki Shiraishi, quien tuvo problemas para conseguir personal para su pequeño restaurante de sushi y tenía problemas para administrarlo por sí solo. Obtuvo la idea de utilizar transportadores de banda después de ver botellas de cerveza en un transportador de banda en la cervecera Asahi. Después de cinco años de desarrollo, incluyendo el diseño del transportador de banda y la velocidad de operación, el señor Shiraishi abrió su primer kaitenzushi “Mawuru Genroku Sushi” en Osaka en 1958, creando rápidamente una cadena de 240 restaurantes por todo Japón, aunque el número de restaurantes bajó a 11 en el 2001. El señor Shiraishi también inventó el “sushi robot”, pero su idea no tuvo ningún éxito comercial.
Inicialmente en un kaitenzushi, todos los comensales se sentaban viendo hacia el transportador, pero no fue bien recibido por la gente que visitaba el restaurante en grupos. Consecuentemente, se añadieron mesas en ángulo recto al transportador, permitiendo que hasta seis personas se sienten a la mesa. Esto también redujo la longitud del transportador de banda que se requería para atender a cierto número de personas.
El boom de los restaurantes con transportadores de banda comenzó en 1970 después de que un restaurante de este tipo sirvió sushi en la Exposición Mundial de Osaka. Otro boom comenzó en 1980, cuando comer fuera de casa se popularizó, finalmente, en los finales de los 1990’s, cuando restaurantes de bajo precio se volvieron populares debido a que se reventó la burbuja económica.
Los restaurantes de kaitenzushi son un negocio de 240 billones de yenes anuales en Japón, con casi 3000 restaurantes (dato del 2001). Este popular tipo de restaurantes pueden también encontrarse en otras partes del mundo. Sin embargo, algunos tradicionalistas critican a este tipo de restaurantes pues consideran que están destruyendo el ritual de comer sushi de la manera tradicional ya que muchos restaurantes tradicionales se han ido a la quiebra ya que no pueden competir.
Se considera que la velocidad ideal del transportador es de 8 centímetros por segundo, lo suficientemente lento como para asegurar un transporte seguro pero lo suficientemente rápido para mantener un volumen suficiente de alimentos a los consumidores. El uso de un transportador de banda también reduce el número de meseros requeridos. Un transportador para sushi que gira a velocidades más altas ocasiona que el sushi se seque más rápido. La banda del transportador generalmente gira en sentido de las manecillas del reloj para facilitar que los platos puedan levantarse con la mano izquierda mientras que la derecha sostiene los palillos.
Una nueva variante de transportadores de banda para sushi tiene una pantalla táctil en cada mesa, que muestra un acuario virtual con muchos peces. El cliente puede ordenar el sushi tocando en el tipo de pescado, que es enviado después por el transportador de banda. Este estilo redujo el porcentaje del exceso de sushi que era preparado y no consumido que era entre el 2% y el 7% del total.